# Гетто в Узлянах
Гетто в Узля́нах (лето 1941 — 8 октября 1941) — еврейское гетто, место принудительного переселения евреев деревни Узляны Пуховичского района Минской области и близлежащих населённых пунктов в процессе преследования и уничтожения евреев во время оккупации территории Белоруссии войсками нацистской Германии в период Второй мировой войны.

## Оккупация Узлян и создание гетто
К началу войны в 1941 году в деревне Узляны жили до 450 евреев. Немецкие войска заняли Узляны уже 28 июня 1941 года, и большинство евреев не смогло или не хотело эвакуироваться. Оккупация продлилась до 4 июля 1944 года.
В деревне немцы организовали местную администрацию и подразделение вспомогательной полиции. Всех евреев заставили зарегистрироваться и им запретили выходить без нашитых на верхнюю одежду отличительных знаков в виде желтой шестиконечной звезды. Евркейские дома были помечены, а самих евреев сразу начали использовать на принудительных работах.
Затем немцы, реализуя нацистскую программу уничтожения евреев, организовали в местечке гетто, согнав евреев на одну сторону улицы, а белорусов переселили на другую. Гетто занимало часть улицы от дома И. С. Скавыша до дома В. Н. Календы.
Территория гетто была огорожена колючей проволокой и евреям запретили выходить без специального разрешения. Среди множества запретов узникам также запретили организовывать обучение детей.

## Уничтожение гетто
8 октября 1941 года в 11 часов дня в Узляны на двух крытых машинах прибыл отряд карателей, состоящий из литовцев 2-го охранного батальона и немцев из 11-го полицейского резервного батальона. Часть из них вместе с полицаями начала прочесывать деревню в поисках евреев, а другая пошла к еврейскому кладбищу в 100 метрах на юг от деревни. Схваченных евреев уводили к заранее вырытой яме на кладбище и расстреливали. Несколько еврейских детей попытались убежать и спрятаться в лесу, но на них спустили собак, поймали и убили вместе с другими. Раненых добивали из пистолетов, многих закопали ещё живыми.
Во время этой «акции» (таким эвфемизмом нацисты называли организованные ими массовые убийства) погибли 375 (по немецким источникам — 617) узлянских евреев. Немцы убили даже единственного в деревне доктора, несмотря на мольбы местных жителей.

## Случаи спасения и «Праведники народов мира»
Мало кто их узлянских евреев смог спастись. Несколько евреев сумели выбраться из гетто до его уничтожения. Местный житель Викентий Наркевич вывел к партизанам братьев Шнейдеровых. Из расстрельной ямы выбрались и спаслись девочка Рася, ещё одна женщина и Бэбе Фрид. Перед расстрелом сумели сбежать девочки Эля и Белла. На чердаке сарая у Ольги Долгой прятали еврейского мальчика, которого потом переправили к партизанам.
За несколько дней до расстрела в доме 80-тилетнего Лейбы Гебелева разместились на постой два немецких солдата. Старый Лейба напоил их, потом зарубил топором и закопал в сарае. После этого ушёл и пробрался в Минское гетто.

## Память
В 1947 (1953) году родные убитых нацистами евреев в Узлянах поставили на братской могиле памятник с надписью на идише и русском языке: «Светлая память на вечные времена 375 евреям из города Узляны, погибшим от рук лютых врагов человечества, фашистско-немецких злодеев 8 октября 1941 г.»
Исаак Лазаревич Слабодер составил после войны список жертв геноцида евреев в Узлянах

## Комментарии
1. ↑  В русском языке за служащими коллаборационистских полицейских органов закрепилось разговорное уничижительное название полица́й (во множественном числе — полица́и).